# Isomería endo-exo
La isomería endo-exo es un tipo especial de isomería encontrada en compuestos orgánicos con un sustituyente en un sistema de anillo con puente. El prefijo exo indica el isómero con el sustituyente orientado hacia el puente más corto, y el prefijo endo el isómero con el sustituyente alejándose del puente más corto. Junto con estos, se utilizan el prefijo sin para indicar un sustituyente en el puente más corto orientado hacia el puente más largo, y el prefijo anti para indicar que el sustituyente en el puente corto se orienta alejándose del puente más largo. Aquí "más largo" y "más corto" se refiere al número de átomos que comprende el puente. Este tipo de geometría molecular se encuentra en sistemas norbornano tales como el diciclopentadieno.
Los términos endo y exo son usados en un sentido similar en discusiones de la estereoselectividad en la reacción de Diels-Alder.